# Puchar Europy Mistrzyń Krajowych siatkarek (1965/1966)
Puchar Europy Mistrzyń Krajowych 1966 – 6. sezon Pucharu Europy Mistrzyń Krajowych rozgrywanego od 1960 roku, organizowanego przez Europejską Konfederację Piłki Siatkowej (CEV) w ramach europejskich pucharów dla żeńskich klubowych zespołów siatkarskich "starego kontynentu".

## Drużyny uczestniczące
- CSKA Moskwa
- Beşiktaş JK
- SC Dynamo Berlin
- SC Uni Bazylea
- AZS AWF Warszawa
- Slávia Bratysława
- Dinamo Moskwa
- VC Hannover
- Lewski Sofia

## Rozgrywki

### Runda wstępna
| Data       | Drużyna 1   | Wynik | Drużyna 2   | Sety             |
| ---------- | ----------- | ----- | ----------- | ---------------- |
| 14.01.1966 | Beşiktaş JK | 0:3   | CSKA Moskwa | 2:15, 0:15, 0:15 |
| 15.01.1966 | Beşiktaş JK | 0:3   | CSKA Moskwa | 0:15, 0:15, 2:15 |

### Ćwierćfinał
| Data       | Drużyna 1         | Wynik | Drużyna 2        | Sety                          |
| ---------- | ----------------- | ----- | ---------------- | ----------------------------- |
| 08.02.1966 | CSKA Moskwa       | 3:0   | SC Dynamo Berlin | 15:8, 15:0, 15:5              |
|            | CSKA Moskwa       | :     | SC Dynamo Berlin |                               |
|            |                   |       |                  |                               |
| 12.02.1966 | SC Uni Bazylea    | 0:3   | AZS AWF Warszawa | 1:15, 8:15, 6:15              |
|            | SC Uni Bazylea    | :     | AZS AWF Warszawa |                               |
|            |                   |       |                  |                               |
| 10.02.1966 | Slávia Bratysława | 2:3   | Dinamo Moskwa    | 15:3, 12:15, 4:15, 15:7, 7:15 |
| 22.02.1966 | Slávia Bratysława | 0:3   | Dinamo Moskwa    | 7:15, 4:15, 14:16             |
|            |                   |       |                  |                               |
|            | VC Hannover       | :     | Lewski Sofia     |                               |
|            | VC Hannover       | :     | Lewski Sofia     |                               |

### Półfinał
| Data       | Drużyna 1        | Wynik | Drużyna 2    | Sety                      |
| ---------- | ---------------- | ----- | ------------ | ------------------------- |
|            | AZS AWF Warszawa | :     | CSKA Moskwa  |                           |
| 08.04.1966 | AZS AWF Warszawa | 0:3   | CSKA Moskwa  | 4:15, 8:15, 11:15         |
|            |                  |       |              |                           |
|            | Dinamo Moskwa    | 3:0   | Lewski Sofia | 15:1, 15:2, 15:12         |
| 06.04.1966 | Dinamo Moskwa    | 3:1   | Lewski Sofia | 13:15, 15:7, 15:11, 15:11 |

### Finał
| Data       | Drużyna 1   | Wynik | Drużyna 2     | Sety               |
| ---------- | ----------- | ----- | ------------- | ------------------ |
| 29.04.1966 | CSKA Moskwa | 3:0   | Dinamo Moskwa | 15:7, 15:7, 15:6   |
| 30.04.1966 | CSKA Moskwa | 3:0   | Dinamo Moskwa | 15:12, 15:5, 16:14 |

## Klasyfikacja końcowa
| Miejsce | Drużyna          |
| ------- | ---------------- |
| złoto   | CSKA Moskwa      |
| srebro  | Dinamo Moskwa    |
| 3-4.    | Lewski Sofia     |
| 3-4.    | AZS AWF Warszawa |